# Кинематион
Кинематион је био један од првих пакета инверзне кинематике за 3Д компјутерску анимацију, креиран је пакет Напредни визуелизатор (ТАВ)  за Вејвфронт технолоџис. Године 1995. Виред је описао Кинематион као „велики напредак у анимацији покрета“.  Средином 1990-их су га користиле компаније као што је Клајсер-Валцак Констракшн Компанија ( судија Дред ). Делови Кинематион-а су растављени и поново састављени у Алиас-Вејвфронтов водећи производ Маја .